# Out of Step
Out of Step è l'unico album full-length della band hardcore punk statunitense Minor Threat. Il disco, uscito nell'aprile del 1983 per l'etichetta discografica Dischord Records, divenne rapidamente un'icona dell'hardcore americano, e fu in seguito fonte di ispirazione per molte band emo e punk revival.
All Music Guide elogia tutti i musicisti della band: i chitarristi Brian Baker e Lyle Preslar per "i loro memorabili riff di chitarra", Jeff Nelson per la potenza della batteria e il cantante Ian MacKaye. L'album è stato definito "uno dei più influenti di tutti i tempi". La band mostra un miglioramento nei testi e nelle musiche, in particolare nella traccia Betray, con un "eccellente riff di chitarra".

## Tracce
1. Betray - 3:02
2. It Follows - 1:50
3. Think Again - 2:18
4. Look Back And Laugh - 3:16
5. Sob Story - 1:51
6. No Reason - 1:58
7. Little Friend - 2:18
8. Out Of Step - 1:16
9. Cashing In (brano presente nella versione originale in vinile)

## Formazione
- Ian MacKaye – voce
- Lyle Preslar – chitarra
- Brian Baker – chitarra
- Steve Hansgen – basso
- Jeff Nelson – batteria